# Лакителек
Лакителек (мађ. Lakitelek) је село у Мађарској, јужном делу државе. Село је насељено место Бач-Кишкунске жупаније, са седиштем у Калочи.

## Географија
Насеље покрива површину од 54,66 km2 (21 sq mi) и има популацију од 4.411 људи (попис из 2015). Удаљен је 120 km од Будимпеште и 27 km од Кечкемета, само 3 km од реке Тисе. Због природе транспортног чворишта, лако је доступан из неколико праваца, било на главном путу М44 или железницом на споредним пругама МАВ бр. 146 Кечкемет – Кунсентмартон и бр. 145 Солнок – Кишкунфелеђхаза. Две железничке пруге се укрштају у Лакителеку.

## Историја
Данашња област формирана је 1949-50 уједињењем степа које су припадале Кечкемету. Ова рубна насеља су била: Фелшеалпар, Кишалпар, насеље Онча, Арпадсалас, Сикра, Капашфалу. Најранији археолошки налази су из бакарног доба, од народа културе Бодрогкерестур, а за њима се каже да су људи овде живели од пре трећег века пре нове ере до преласка миленијума.

### Градоначелници
- 1990–1994: Анка Балаж (Мађарски демократски форум)[2]
- 1994–1998: Анка Балаж (Мађарски демократски форум)[3]
- 1998–2002: Анка Балаж (Мађарски демократски форум)[4]
- 2002–2006: Шандор Варга (независан)[5]
- 2006–2010: Шандор Варга (независан)[6]
- 2010–2014: Золтан Фелфелди (Фидес-Национални форум)[7]
- 2014–2016: Анита Киш Зобокине (независан)[8]
- 2016–2019: Анита Киш Зобокине (независан)[9]
- 2019-данас: Роберт Мадари (независан)[10]

### Демографија
Током пописа 2011. 89,4% становника изјаснило се као Мађари, 0,2% као Роми, 0,8% као Немци, 0,2% као Румуни и 0,2% као Срби (10,5% се није изјаснило, због двоструког идентитета укупан број може бити већи од 100%). 
Верска дистрибуција је била следећа: римокатолици 51,2%, реформисани 11,4%, лутерани 0,3%, гркокатолици 0,1%, неконфесионални 13,3% (22,7% се није изјаснило).